# المحافظ (مسلسل 2018)
المحافظ (بالتركية: Hakan: Muhafız) هو مسلسل خيال حماسي تركي. من إنتاج شركة O3 Medya لصالح شبكة نتفليكس. من بطولة شاتاي أولسوي وآيتشا آيشين توران وهازار إيرجوتشلو. ويعد أول مسلسل تركي من إنتاج نتفليكس.

## الممثلون والشخصيات
| الممثل             | الدور        | عدد حلقات الظهور |
| ------------------ | ------------ | ---------------- |
| شاتاي اولسوي       | هاكان دمير   | 32               |
| هازار إيرجوتشلو    | زينب         | 18               |
| اوكان يالابيك      | فيصل ايردام  | 18               |
| آيتشا آيشين توران  | ليلى سنساك   | 17               |
| يوردار أوكور       | كمال         | 10               |
| بورتشين ترزي أوغلو | رؤيا         | 10               |
| مهميت كورتولوش     | مظهر دراكوشا | 09               |

## المواسم
| الموسم | الحلقات | تاريخ الصدور | ملخص الموسم |
| ------ | ------- | ------------ | --- |
| الأول  | 10      | 2018/12/14   | بعد اكتشاف صلته بتنظيم سرّيّ قديم، ينطلق شابّ يعيش في "إسطنبول" المعاصرة في مُهمّة لإنقاذ المدينة من عدوّ خالد.                                |
| الثاني | 08      | 2019/04/26   | لمواجهة تحدّيات هائلة أمام "الخالدين" العائدين للحياة، يتعيّن على "هاكان" والأتباع المخلصين إحباط خطط شرّيرة لتدمير المدينة... وجميع البشر. |
| الثالث | 07      | 2020/03/06   | بعد مواجهة التحديات امام "الخالدين" العائدين للحياة، يظهر قائدهم " الوزير" الذي يخطط لتدمير اسطنبول وجعل كل سكانها "خالدين".             |
| الرابع | 07      | 2020/07/09   | |

## القصة
عمل خيال علمي وفانتازيا مرعبة، نشاهد فيها صراع بين الخير والشر، وكيف يقاوم الخير الشر ويحاربه بكل السبل، تدور أحداثه المسلسل في مدينة إسطنبول التي تُحتَل من قبل قوى الشر المهولة التي أصبحت تسيطر على البلاد، لكن يوجد أمل واحد، رجل واحد، هو الحارس أو المحافظ، رجل يطلق عليه هاكان المحافظ، الذي سينقذ الوطن من قوى الشر المسيطرة عليها، بالنظر إلى القوى الغامضة من خلال تذكار طائفي، يشرع شاب في محاولة لمحاربة قوى غامضة وحل لغز من ماضيه، هل سيظهر ذلك الرجل، وكيف سيكون حاله، وهل يستطيع مجابهة الشر القوي، هل سيتركه الشر يفوز عليه، كل ذلك سنراه في الحلقات عند عرضها.

## روابط خارجية
- المحافظ على موقع IMDb (الإنجليزية)
- المحافظ على موقع روتن توميتوز (الإنجليزية)
- المحافظ على موقع نتفليكس (الإنجليزية)
- المحافظ على موقع كينوبويسك (الروسية)
- المحافظ على موقع ألو سيني (الفرنسية)
- المحافظ على موقع قاعدة بيانات الفيلم (الإنجليزية)